# 600-ті до н. е.

## Події

### Близький Схід та Єгипет
Царем Вавилону до 605 року до н. е. був Набопаласар. Він наніс поразку коаліції Ассирії та Єгипту. Єгипетську армію він остаточно розбив у битві поблизу Каркемишу. Від захоплення Єгипет врятувала лише смерть царя. Наступним царем став Навуходоносор II, який продовжував побудову імперії, зокрема воював з Єгиптом.
Цар Ассирії Ашшур-убалліт II зазнав поразки від вавилонської армії у битві поблизу Харана в 609 році до н. е., що призвело до падіння Ассирійської імперії. 
З 610 року до н. е. фараоном Єгипту був Нехо II, який боровся з Вавилоном за азійські володіння, але 601 року до н. е. змирився з їх втратою. 

## Персоналії

### Народились
- близько 600, Камбіс І, перський цар з династії Ахеменидів

### Померли
- 609, Йосія, цар Юдейського царства